# مروانة
مروانة (بالتيفيناغ: ⵜⴰⵎⵔⵡⴰⵏⵜ وتنطق تمروانت) هي مدينة جزائرية تابعة لولاية باتنة وتبعد عن مقر الولاية بـ 40 كلم، وتعتبر الشاوية اللهجة الرئيسية لمعظم سكانها، والتي هي إحدى اللهجات الأمازيغية.

## أصل التسمية
هناك عدة آراء حول أصل تسمية مدينة مروانة فمن بين تلك الآراء من يقول أن التسمية تعود إلى «بني مروان» (قبيلة عربية) الذين قدموا إلى المنطقة وأطلقوا عليها اسم مروانة، بينما الرأي الثاني ووفقا لمصادر أخرى فإن الاسم مشتق من كلمة «مروانا» والتي تعني حرفيا «مكان شربنا» والتي تشير إلى نقطة ماء مهما كانت طبيعتها بئر أو منبع أو مجرى...
لكن يبدو أنه من غير المعقول أن يكون اسم مروانة عربيا كونها تقع في منطقة بربرية أغلب سكانية شاوية كما تم الإشارة إليه في مختلف الوثائق التاريخية حيث أن كل الأماكن القريبة إليها تحمل أسماء بربرية، لكن من جهة أخرى فالمنطقة سكنت من قبل القبائل البربرية الشاوية والذين تعربوا بفضل الفتوحات العربية والإسلامية. ولذلك كانت تسميتهم بالشاوية نسبة إلى الكلمة العربية (شاة) بمعنى" الأغنام "، حيث تعني الشاوية «رعاة الأغنام» وهو أمر صحيح فالشاوية مارسوا ولا زالوا رعي الأغنام وفلاحة الأرض، وبالتالي فمن المعقول أن تتخذ المنطقة كذلك اسما عربيا هو مروانة.
كورناي هو الاسم الذي أطلقه المستعمر الفرنسي على مدينة مروانة حين أسسها سنة 1909، وأما هذا الاسم فقد أطلق عليها نسبة إلى الأديب والشاعر المسرحي الفرنسي بيار كورني (1606 - 1684).

## الجغرافيا

### الموقع
فلكيا تقع مروانة في دائرة العرض 35.6286 درجة شمالا، وخط الطول 5.9117 درجة شرقا.
أما جغرافيا فتتوسط بلدية مروانة إقليم ولاية باتنة يحدها شمالا بلدية قصر بلزمة ومن الشمال الغربي بلدية تالخمت ومن الشرق وادي الماء ومن الغرب بلديتي تاكسلانت ولمسان ومن الجنوب والجنوب الشرقي بلدية حيدوسة.
تتكون دائرة مروانة من أربعة بلديات وهي مروانة، حيدوسة، قصر بلزمةو وادي الماء.

### التضاريس
تحيط مدينة مروانة الجبال من كل الجوانب مما يجعل تضاريسها يغلب عليها الطابع الجبلي، ولكل جبل اسم ومن أشهرها الشلعلع ومستاوة والرفاعة والشلعلع وبوغيول وفاخرة وتيقلت والموثن وثيسراس وأعلى قمم جبال منطقة مروانة هي الرفاعة ثم ايليسان وتاربعت بحي علي النمر. ولا ننسى جبال لمحاسر توغاي الذي يمتد من أغرادو إلى ألموثن حيث توجد به أعلى قمة وهي قمة عرفة، وينبع فيه ماء لا يشبهه ينبوع في المنطقة من حيث برودة مائه حتى خلال أيام شهر أوت الحارة، كما يحتوي هذا الجبل على مناجم من العهد الاستعماري ولا ننسى أنه يحوي على رمز ثورة التحرير المجيدة الذي أستشهد فيه مئات من الشهداء وهو غار أوكرميش.
غير أن هذه السلسلة الوعرة من التضاريس الجبلية لم تمنع من وجود سهل بلزمة الواسع الذي يعتبر من أكبر السهول في الجزائر.
تزدان قمم جبال مروانة في كل فصل شتاء بالثلوج البيضاء التي تمنحها مناظرا جذابة مما يجعلها لوحة طبيعية.

### الزلازل
منطقة مروانة منطقة زلزالية تضاريسها حديثة النشأة وهو الأمر الذي استدعى إقامة مركز لرصد الزلازل الوحيد في ولاية باتنة والذي أغلق مؤخرا بعد أن تم العمل فيه لمدة من الزمن.
وتشهد المنطقة هزات أرضية في فترات متفاوتة، كان آخرها سلسلة من الهزات الأرضية خلال أكثر من أسبوع من 14 مارس 2015 وحتى 24 مارس 2015 تجاوز عددها 25 هزة أعنفها كان بقوة 4.8 درجة على مقياس ريشتر

### المناخ
مناخ مدينة مروانة معتدل إلى بارد شتاء وحار صيفا. حيث يبلغ متوسط درجة الحرارة صيفا 32 أين تتعدى سقف 40 درجة خلال شهر أوت بينما تنزل إلى متوسط 9 درجة مئوية في جانفي نهارا و0 درجة مئوية ليلا. بينما درجة الحرارة في المرتفعات تكون أقل خاصة بمرتفعات الشلعلع والرفاعة.
أما سقوط الأمطار فتصل إلى الذروة خلال شهر ماي بقرابة 41 مم، وتصل إلى أدنى مستوى لها خلال شهر جوان بحوالي 06 مم، أما في الشتاء فلا تتعدى كمية الأمطار 38 مم في شهر ديسمبر، مع سقوط كمية معتبرة من الثلوج مرة إلى مرتين في السنة وهذا خلال الأشهر الأخيرة لفصل الشتاء وفي بعض الأحيان خلال فصل الربيع.
| البيانات المناخية لـمروانة      | البيانات المناخية لـمروانة | البيانات المناخية لـمروانة | البيانات المناخية لـمروانة | البيانات المناخية لـمروانة | البيانات المناخية لـمروانة | البيانات المناخية لـمروانة | البيانات المناخية لـمروانة | البيانات المناخية لـمروانة | البيانات المناخية لـمروانة | البيانات المناخية لـمروانة | البيانات المناخية لـمروانة | البيانات المناخية لـمروانة | البيانات المناخية لـمروانة |
| الشهر                           | يناير                      | فبراير                     | مارس                       | أبريل                      | مايو                       | يونيو                      | يوليو                      | أغسطس                      | سبتمبر                     | أكتوبر                     | نوفمبر                     | ديسمبر                     | المعدل السنوي              |
| ------------------------------- | -------------------------- | -------------------------- | -------------------------- | -------------------------- | -------------------------- | -------------------------- | -------------------------- | -------------------------- | -------------------------- | -------------------------- | -------------------------- | -------------------------- | -------------------------- |
| متوسط درجة الحرارة الكبرى °ف    | 54                         | 57                         | 63                         | 68                         | 79                         | 90                         | 95                         | 95                         | 84                         | 75                         | 63                         | 55                         | 73                         |
| متوسط درجة الحرارة الصغرى °ف    | 32                         | 34                         | 37                         | 43                         | 50                         | 59                         | 64                         | 64                         | 57                         | 50                         | 41                         | 34                         | 47                         |
| الهطول إنش                      | 1.5                        | 0.80                       | 1.00                       | 1.19                       | 1.61                       | 0.73                       | 0.24                       | 0.70                       | 1.41                       | 0.86                       | 0.97                       | 1.5                        | 12.51                      |
| متوسط درجة الحرارة الكبرى °م    | 12                         | 14                         | 17                         | 20                         | 26                         | 32                         | 35                         | 35                         | 29                         | 24                         | 17                         | 13                         | 23                         |
| متوسط درجة الحرارة الصغرى °م    | 0                          | 01                         | 03                         | 06                         | 10                         | 15                         | 18                         | 18                         | 14                         | 10                         | 05                         | 01                         | 8                          |
| الهطول مم                       | 37                         | 20.2                       | 25.5                       | 30.1                       | 40.9                       | 18.5                       | 06.1                       | 17.8                       | 35.8                       | 21.8                       | 24.7                       | 38                         | 316.4                      |
| المصدر: طقس العالم على الانترنت |                            |                            |                            |                            |                            |                            |                            |                            |                            |                            |                            |                            |                            |

### المياه

جدول لامصبة الذي عثر عليه في الموقع الأثري لامصبة بمروانة ويوضح طريقة توزيع الماء على مختلف المناطق

تتموقع مروانة في منطقة غنية بالمياه الجوفية، مما يجعلها تتوفر على كميات هائلة من تلك المياه معظمها غير مستغلة.
قديما خلال التواجد الروماني بالمنطقة استخرجت مياه المنطقة واستغلت أحسن استغلال من خلال ما يعرف بجدول لامصبة أو لوحة توزيع المياه وهو حجر منقوش يوضح طريقة توزيع مياه لامصبة خلال الحقبة الرومانية، اكتشفه السيد إيميل ماسكري سنة 1877  وأدخل إلى متحف الجزائر العاصمة تحت رعاية السيد موباس محافظ المتحف.
تتوفر مدينة مروانة اليوم على شبكة مائية موصلة إلى المنازل من خلال 5 خزانات محيطة بأطراف المدينة والتي تضخ إليها من خلال 4 آبار ارتوازية داخل المدينة وبئر زانة الذي يبعد بحوالي 30 كلم.

### الحياة النباتية والحيوانية

صورة كاملة لحي أقرادو تبدو فيها مجموعة من المزارع بالمقربة من الطريق المؤدي إلى حي حرڤالة

تتمتع منطقة مروانة عموما بغطاء نباتي وفير، كثيف ومتنوع، وبما أن جبالها تنتمي إلى سلسلة الأطلس الصحراوي وتقع ضمن الحظيرة الوطنية لبلزمة فهي تتوفر على عدة أصناف من الأشجار مثل الأرز ومجموعته المتمثلة أساسا في البهشية المائية الأوراق (وهو من الأنواع المهددة بالانقراض) والبلوط والصنوبر الحلبي والسرو والعرعر الشربيني والبطم التربنتيني وغيرها، إضافة إلى عديد أنواع النباتات مثل الحلفاء والأقحوان والورد البري والشيح وقيقب مونبلييه والمران الرمادي الشائك وغير ذلك من نباتات المراعي والمروج المنتشرة في المستويات الأدنى.
ولمنطقة مروانة وحظيرة بلزمة خصوصية تميزها وهي وجود الفصيلة الوحيدة لنبات العسلة أو صريمة الجدي المعمر والمهددة بالانقراض، والكثير من بساتين الفاكهة، منها الزيتون والمشمش والرمان والخوخ والعنب والتين.
مشتلة مروانة
تعد مشتلة مروانة واحدة من أقدم الحدائق على المستوى الوطني، حيث يعود تأسيسها إلى حقبة الاستعمار الفرنسي من قبل المستوطنين الأروبيين، تحتوي المشتلة على نباتات نادرة وأشجار معمرة ناهزت أكثر من قرن.وهي بذلك تعد محطة لأنواع الطيور على الرغم من توسطها فضاء عمراني يعج بالحركة مشكلة بذلك جزيرة طبيعية وسط مدينة مروانة والمساحة الخضراء الوحيدة في المدينة، خاصة بعد أن تم بناء محلات في الحديقة المحاذية للمسجد العتيق بمروانة سنة 2001 وغلق حديقة سيكوار التي تتوسطها نافورة حديدية قديمة تعود إلى أكثر من قرن.
حظيرة بلزمة موطن لأكثر من ثلاثين نوعا  من الثدييات بما في ذلك النادرة، الشياهم، القط البري، الضبع، الوشق، ابن عرس والنمس، كما تعرف تواجد ابن آوى، الثعلب، الأرنب البري، الخنزير البري وهو الأكثر تواجدا، والضأن البربري الذي جلبت إدارة محمية حظيرة بلزمة مؤخرا.
وفي مملكة الطيور يوجد الحجل البربري، العقاب البونلي النادر، الحدأة السوداء، القمري، الشحرور، قنبرة الغيط، خطاف المخازن، النمنمة، أبو الحناء، القرقف الأزرق، القرقف الفحمي، الحسون، والدوري أبو قلنسوة وإضافة إلى بولفينتش ذي الأجنحة الوردية الذي نادرا ما نجده في الجزائر والنورس الذي جلب مؤخرا إلى الحظيرة ويعيش بكثرة وسط مدينة مروانة إلى جانب طائر اللقلاق الذي له مكانة خاصة بالمدينة وهو الذي يعشش فوق أسطح المنازل العالية وأعمدة الكهرباء.

## التاريخ

### التاريخ المبكر
يرجع تأسيس المدينة إلي حقبة الرومان سنة 127م حينها كانت تسمى لامصبة (lamasba) وهي حصن عسكري تعرضت للتخريب من قبل الوندال وأعاد بنائها البيزنطيون وأضحت منطقه عسكرية لمتقاعدي الجيش البيزنطي ويشاء الله أن يخرب هذا الحصن في الفتح الإسلامي.

### العصور الوسطى
في عهد حكم العثمانيين تم إعادة تأسيس القاعدة العسكرية وأوكلت لها مهام جمع الضرائب.

### التاريخ المعاصر

بقايا طاحونة مائية من مخلفات الحقبة الفرنسية

أما في عهد الاستعمار الفرنسي فقد كانت المنطقة فلاحية بشكل كبير، استغلها المستعمر لزراعة أشجار الكروم نظرا لوفرة المياه وملائمة المناخ، ثم شهدت المنطقة بعد ذلك مرحلة التحول نحو البناء والتشييد أين تأسست عديد الهيئات والمؤسسات معظمها عسكرية مثل السجون والثكنات ومختلف الهيئات التابعة للإدارة الفرنسية، غير أن سكان المنطقة لم يرضخوا لأوامر المستعمر حيث أعلنوا قيام عدة ثورات آخرها ثورة عمر أموسي 1916 م بجبال مستاوة ولم تذكر كتب التاريخ هذه الثورة، بينما تم مؤخرا تصوير وعرض فيلم عنها بعنوان أسد مستاوة. وخلال اندلاع ثورة التحرير شهدت أولى العمليات في الفاتح من نوفمبر بما يقارب 30هجوم في مختلف أنحاء المنطقة، وكانت حصيلة الشهداء بالمدينة قرابة ألفي (2000) شهيد، ومن أبطال وشهداء المنطقة نذكر كل من علي النمر وزيزة مسيكة والطاهر الطويل وبورعية مبارك وبلعيد التهامي وغيرهم.

## السكان واللغة

### السكان
ينقسم سكان المدينة إلى عدة قبائل وأعراش وهي:
- عرش حيدوسة «إيحيذوسن».
- عرش أولاد فاطمة الذي ينسب أهلها إلى فاطمة تازقاغت «آيث فاطمة» (ضريح ملكة البربر تازقاغت بولاية خنشلة).
- عرش أولاد سلطان«آيث سلطان».
- الدواودة.
- عرش لجرتنا.
- عرش أولاد سلام«آيث سلام».
- عرش أولاد مهنة«آيث مهنة».
- عرش لحليمية «إيحليمين».
- عرش أولاد سى حملة.
- عرش أولاد بوعون.
- عرش ولاد سلطان والذي هو أكبر عرش وثاني عرش بعد التوارق في الجزائر

ويتحرك نمو السكان في المدينة بشكل ضئيل يقدر بنسبة  1.1 خلال الفترة 1998-2008، أين نجد أن تركيبة السكان تنقسم بشكل متساو تقريبا 50% إناث و50% ذكور، ومن حيث الفئات العمرية نجد أن فئة من 0 - 44 سنة تشكل 80% من نسبة السكان، ومن جهة نجد أن نسبة المتزوجين 49% مقابل 46% غير متزوجين للفئة العمرية التي تفوق 15 سنة.

### النزوح الريفي نحو مروانة
لم تكن مروانة قبل حوالي قرن من الزمن سوى تجمعا صغيرا جدا للسكان، لكن النزوح الريفي الذي شهدته المناطق الريفية المجاورة مثل حيدوسة ومركوندة وشيدي وغيرها نحو مروانة، شكل منطلقا جديدا للمنطقة نحو التمدن، ويرجع السبب في هذا النزوح إلى زيادة السكان المستمر في الأرياف والحاجة إلى العمل في المدينة والرغبة في الحصول على عمل وأجر منتظم، وتوفر المساكن والمراكب والمرافق الضرورية، إضافة إلى الحاجة إلى زيادة المدارك الثقافية والمعرفية حيث تتوفر المدينة على مؤسسات تربوية لمختلف الأطوار والأعمار.

### اللغة
أغلب سكان مروانة من البربر، ويتكلم معظمهم اللهجة الشاوية التي هي فرع من فروع اللغة الأمازيغية، ومع هذا توجد مجموعات أخرى من أصول عربية كما الشأن بالنسبة لعرش هوارة أو إهواريين وغيرهم.

## الإدارة
تأسست مروانة كمدينة ووضع حجر الأساس سنة 1909م وتأسست الدائرة سنة 1912م باسم كورناي (corneille) ولا تزال مروانة إلى اليوم دائرة ولم تتغير سوى تسميتها.

## الهندسة المعمارية والتخطيط الحضري

### البنية التحتية

خريطة مفصلة لتقسيمات أحياء وشوارع مدينة مروانة

لا تتوفر مروانة سوى على بعض عناصر البنية التحية الضرورية، مثل الطرقات والإنارة وشبكات الاتصالات السلكية واللاسلكية وشبكات الصرف الصحي وتمديدات المياه والغاز.

### منظر المدينة
تنقسم المدينة إلى أحياء أبرزها:

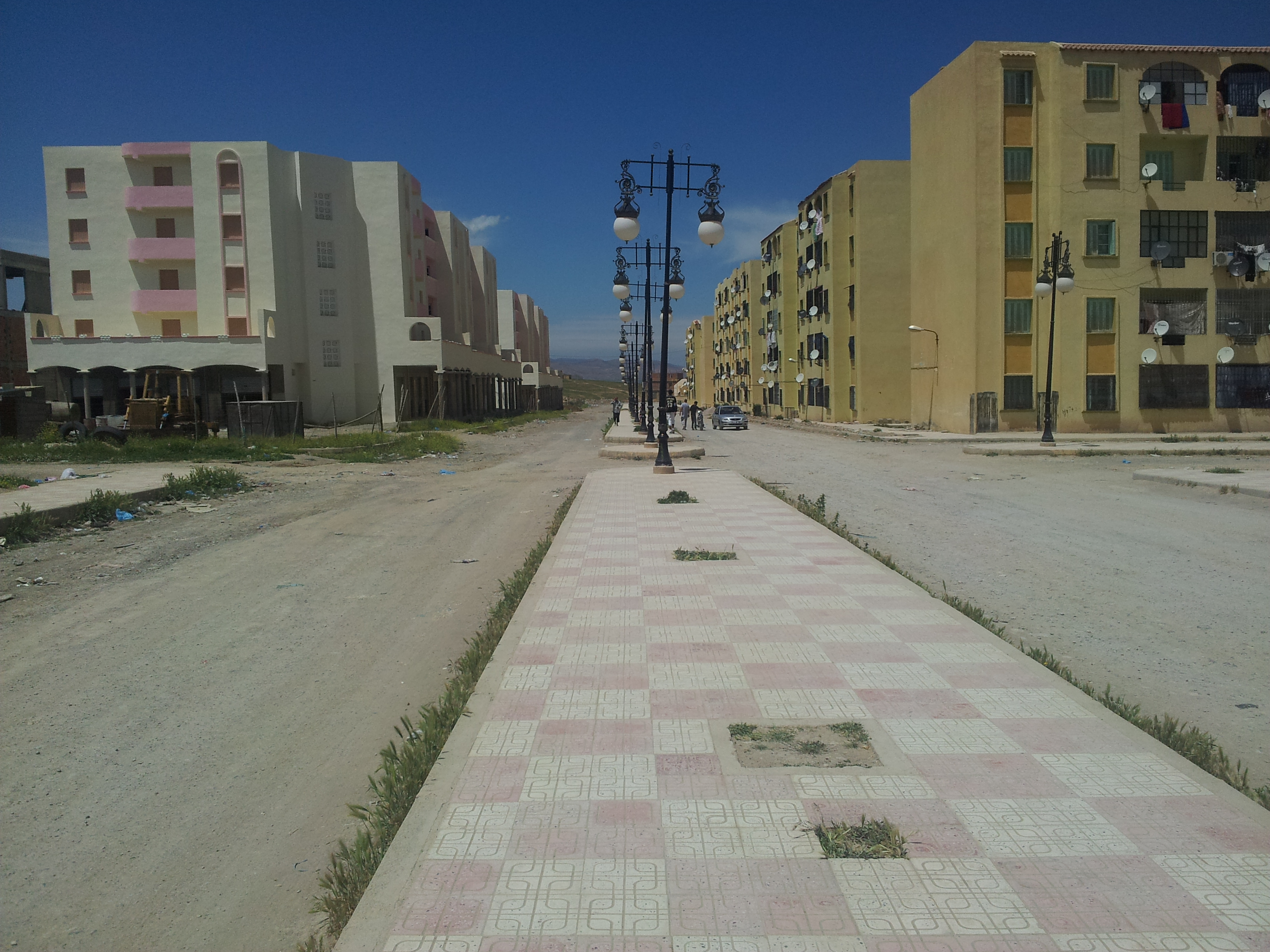
جانب من المدينة الجديدة شمال مدينة مروانة

- حي علي النمر وهو من أكبر أحياء المدينة يفصله جبل فاخرة بحولي 3 كلم عن وسط المدينة.
- حي أقرادو وهو عبارة عن منطقة شبه ريفية تقع بمرتفع جبل بوغيول.
- حي شيدي يقع غربا بالموازاة مع الطريق الوطني 77 المؤدي إلى رأس العيون يبعد بحولي 7 كلم عن وسط المدينة.
- حي 874 مسكن وهو عبارة عن حي عمراني شيد خلال سنوات السبعينات والثمانينات.
- حي كانتال يقع بالجنوب الغربي للمدينة.
- حي لوتيسمو بجنوب المدينة.
- حي بوتفليقة وهو الحي الذي دشنه رئيس الجمهورية خلال زيارته سنة للمدينة سنة 2003.
- حي الهناشر (سيدي عيسى) المحاذي للطريق المؤدي إلى قصر بلزمة والذي يشتهر بتربية الدواجن وإنتاج البيض.
- حي الهنشيرة المحاذي للطريق المؤدي إلى وادي الماء.
- حي أولاد بوخالفة عبارة عن حي شبه ريفي.
- حي 75 بجنوب المدينة.
- حي البناء الذاتي (فاخرة).

### المساجد
في مروانة مساجد كثيرة هي:
- المسجد العتيق بوسط مدينة مروانة وبه مدرسة تحفيظ القرآن الكريم تعتبر منارة علمية يقصدها الطلاب من كل المناطق المجاورة وحتى من خارج الولاية، وقد تخرج منها عدد كبير من حفاظ كتاب الله.
- مسجد عمر بن الخطاب بحي 874 مسكن.
- مسجد خالد بن الوليد بالمحاذاة من طريق لقصر ويعتبر تحفة في فن العمارة الإسلامية ويتسع لأكثر من 1500 مصلي، وقد حاز على جائزة مديرية الشؤون الدينية كأحسن وأنظف مسجد على مستوى الولاية سنة 2012.
- مسجد صهيب الرومي بحي هواري بومدين.
- مسجد علي بن أبي طالب وهو مسجد حديث المنشأ بحي الهناشر (سيدي عيسى).
- المسجد العتيق شرف العين شيدي.
- مسجد الرحمن بحي ذراع الطين
- المسجد العتيق لحي علي النمر.
- مسجد بلال بن رباح علي النمر
- مسجد السلام بحي علي النمر
- مسجد حمزة بحي أقرادو
- مسجد حي الهنشيرة، وهو مسجد صغير حديث المنشأ.

### المقابر

مجموعة صور لمقبرة الشهداء بمروانة

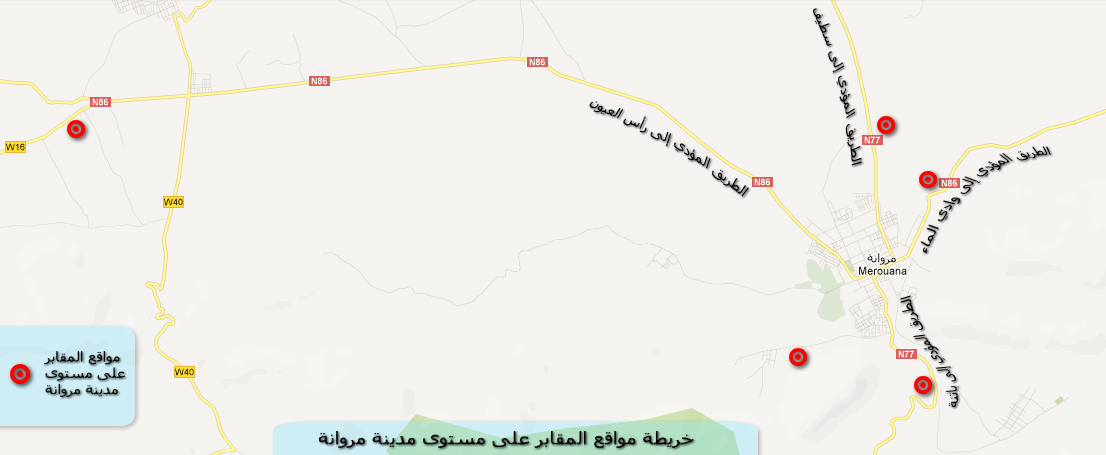
خريطة تبين مواقع أهم المقابر بمدينة مروانة

تقع المقابر بمدينة مروانة على جوانب الطرقات الرئيسية الكبرى للمدينة، حيث نجد أهم مقبرة بها هي سيدي عيسى على الطريق المؤدي إلى قصر بلزمة، ومقبرة شيدي التي تتواجد بالطريق المؤدي إلى رأس العيون، ومقبرة أقرادو بطريق باتنة ومقبرة الزيتون بطريق وادي الماء ومقابر أخرى صغيرة مثل مقبرة حي أقرادو ومقبرة حي علي النمر.
وتوجد مقبرة الشهداء في إحدى المرتفعات الجبلية القريبة المحاطة بأشجار الصنوبر وتحتوي على 1192 قبر.

## الثقافة

### الهياكل الثقافية
تتوفر مدينة مروانة على بنية تحتية ثقافية معتبرة إذ تضم:
- المركز الثقافي عبد الحميد ابن باديس

وأربع دور شباب متعددة النشاطات الثقافية والرياضية:
- دار الشباب مروانة وفيها وسائل تربوية ورياضية.
- دار الشباب لحي المعلمين
- دار الشباب لحي علي النمر
- دار الشباب لحي شيدي

### المتاحف
في مروانة متحفٌ يسمى متحف ثورة 1954، تُجمع فيه آثار وصور الثورة التحريرية في المنطقة.

### الفنون التشكيلية
تزخر مروانة بمجموعة من الفنانين التشكليين منهم خريجي مدرسة الفنون الجميلة بباتنة وعلى رأسهم بوخالفة عبد الباقي كاريكاتيريس جريدة الشروق، وكذا الفنان أحمد خماري صاحب اللوحات الفنية الثلاثية الأبعاد والتي يصور في كل واحدة منها جزء من حياة الإنسان الجزائري والأوراسي قديما صفحة الفنان أحمد خماري على الفيسبوك، إلى جانب الفنان التشكيلي العصامي الانطباعي رشيد منزر من مواليد مدينة مروانة سنه 1965 صاحب عدة معارض وطنية منها معرض بدار الثقافة باتنة معرض بقسنطينة وكذا دار الثقافة عنابة ومعرض بتلمسان معرض بالجزائر العاصمة معرض بسطيف ومشارك في عدة معارض جماعية وحائز على عدة جوائز وطنية وهو عضو مؤسس لجمعية بريزما.

### الموسيقى
يوجد بمروانة ومختلف ضواحيها مجموعة من الفنانين الغنائيين معروفين على الساحة الوطنية، وعلى رأسهم المغنى المشهور أحمد صحراوى المدعو أحمد أو بلعيد صاحب الحنجرة الذهبية الذي يؤدي الطابع الشاوي بالقصبة إلى جانب الفنان عيسى قليل وكذلك فرحات المرواني وعمار الشاوي، وفي الطابع العصري الفنانين علاوة طوطو، الشاب كمال الشاوي إضافة إلى كل من مسينيسا وعيسى إبراهيمي ونصر الدين حرة من وادي الماء.
كما لا ننسى مجموعة كبيرة من الفرق الفلكلورية والفنتازيا والخيالة والبارود التي ساهمت في إحياء تراث المنطقة وتوريث الأغاني الشعبية القديمة للأجيال، ونذكر على سبيل المثال جمعية إحبيبن نالتراث «أحباء التراث» وجمعية الرفاعة للفنتازيا وجمعية مركوندة وغيرها.
إلى جانب ذلك يعرف شباب مروانة توجها غير مسبوق إلى الموسيقى العصرية من خلال استعمال كثير منهم لآلة القيتار، وحتى الرقص على طريقة الرقص الشاوي

### السينما والمسرح
يعتبر النشاط السينمائي في مروانة ضئيلا جدا فرغم وجود قاعة سينما بالمدينة شهدت تقديم الكثير من العروض والسهرات الليلية في السابق إلا أنها أصبحت اليوم شبه مغلقة. وعكس ذلك يشهد النشاط المسرحي في مروانة عملا مكثفا، حيث اتجه كثير من شباب وبراعم المدينة إلى اعتلاء خشبة المسرح لتقديم مختلف العروض المسرحية حيث يشرف عليهم مجموعة من المدربين الأكفاء في هذا المجال، وقد برز الكثير منهم على غرار نجمي برنامج قهوة القوسطو على قناة الجزائرية مراد بروال وفريد زمورة.

### مروانة في الأدب
مدينة مروانة معروفة محلياً وطنياً، قدم تاريخها وموقعها الجغرافي أعطوها مكانة خاصة لدى الجزائريين ودليل ذلك كثرة من تغنوا بها من الفنانين على رأسهم الراحل عيسى الجرموني الذي غنى عن مروانة وعن جبال مروانة، بالإضافة لأغاني شعبية تتوارثها الأجيال تشيد وتمجد هذه المدينة.
ومن الأغاني الشعبية أغنية رحابة الكنزرية:
| مروانة | مروانة يا مروانة *** مروانة جيت نزور عبد الرحمن الوالي *** وأنا قلبي مضرور | مروانة |

وأغنية عيسى جرموني:
| مروانة | ابقاو بالسلامة يا عرب مروانة أحنا صدينـــا ولبلاد بعيـــدة أوأحنا شاوية لا تقولوا ذلـوا جينا جينا حواسه ونولوا | مروانة |

وفي الرواية الأخيرة لأحلام مستغانمي «الأسود يليق بك» والتي تسرد قصة فنانة جزائرية من الأوراس ومن مروانة بالضبط، والتي قتل الإرهاب أباها المطرب وأخاها كذلك وهددوها لأنها مغّنية. حيث تحدثت الروائية بكثرة عن مدينة مروانة ومما جاء في روايتها عن مروانة:
| مروانة | ...فهكذا اعتادت رؤيتها في طفولتها في صباحات مروانة الباكرة...حتى وإن كانت تؤدي أكثر أغاني مروانة حزنا. قد يغفر لها الغناء، لكن لن يغفر لها البكاء ، ففي مروانة، عن حياء، لا يبكي الناس إلا غناء...هي تدري أن أهلها وكل مروانة والجزائر يتابعونها في هذه اللحظة...لعل شجن مروانة جاءها من القصبة التي لم تعرف آلة سواها...لاحقا أدركت أن غناء رجال مروانة كان امتدادا لأنين الناي...في ذلك الزمن الجميل، لم يحدث أن أفتى أحد بتحريم صوت امرأة، كيف ومروانة اسم أنثوي كدندنة، تخاله أغنية، هي صغيرة وغير مرئية، كنوتة موسيقية، لا توجد على خرائط المدن الجزائرية، بل على خريطة السولفيج. كل صباح يصعد رعاتها السلم الموسيقي أثناء تسلقهم مع أغناهم جبالها يطلقون حناجرهم بالغناء، فيحمل الصدى مواويلهم عابرا الوديان إلى الجبال الأخرى...ففي مروانة فقط، يرفع الرجال إلى السماء ذلك الدعاء العجيب الذي لم يرفعه يوما بشر إلى الله «يا رب نقص لي القوت وزد لي في الصوت»...مروانة..يا لغرورها بلدة تخال نفسها بلادا فهي تعتقد أن مضاربها تصل إلى حيث يصل صوتها... | مروانة |

## الاقتصاد

### مجالات النشاط
تبلغ نسبة النشاط أو التشغيل في مروانة 41.5% للفئة البالغة 15 سنة فأكثر، حسب نتائج الديوان الوطني للإحصاء.

### الصناعة

غلاف علبة بسكويت "الأوراسية للبسكويت" مروانة

غلاف علبة بسكويت "الأوراسية للبسكويت" حجم كبير

استحوذ القطاع الصناعي في مروانة على مساحة هامة رغم قلة الأنشطة الممارسة فيها، حيث توجد المنطقة الصناعية بشرق المدينة والتي تتوفر على مصنعين هامين أحدهما متخصص في صناعة الأواني الألمنيومية ومصنع «الشركة الأوراسية للبسكويت»، كما تتوفر على وحدة لإنتاج أعضاء المعاقين الصناعية.
بينما استحدثت منطقة للنشاطات بمخرج مروانة بمحاذاة الطريق الوطني رقم 86 مقسمة إلى 111 قطعة إلا أنها غير مستغلة بالكامل، حيث تتوفر حاليا على عديد النشاطات منها صناعة الأثاث المدرسي، صناعة أعلاف الحيوانات...
كما توجد بنفس الطريق محجرتين لاستخراج الحصى المخصص للبناء.
وفي مجال الصناعات الصغيرة والمتوسطة استحدثت عدة مؤسسات خاصة منها مؤسسة خماري لصناعة الأثاث المدرسي والمكتبي ومؤسسة وزاني لصناعة الأكياس البلاستيكية.

### التجارة

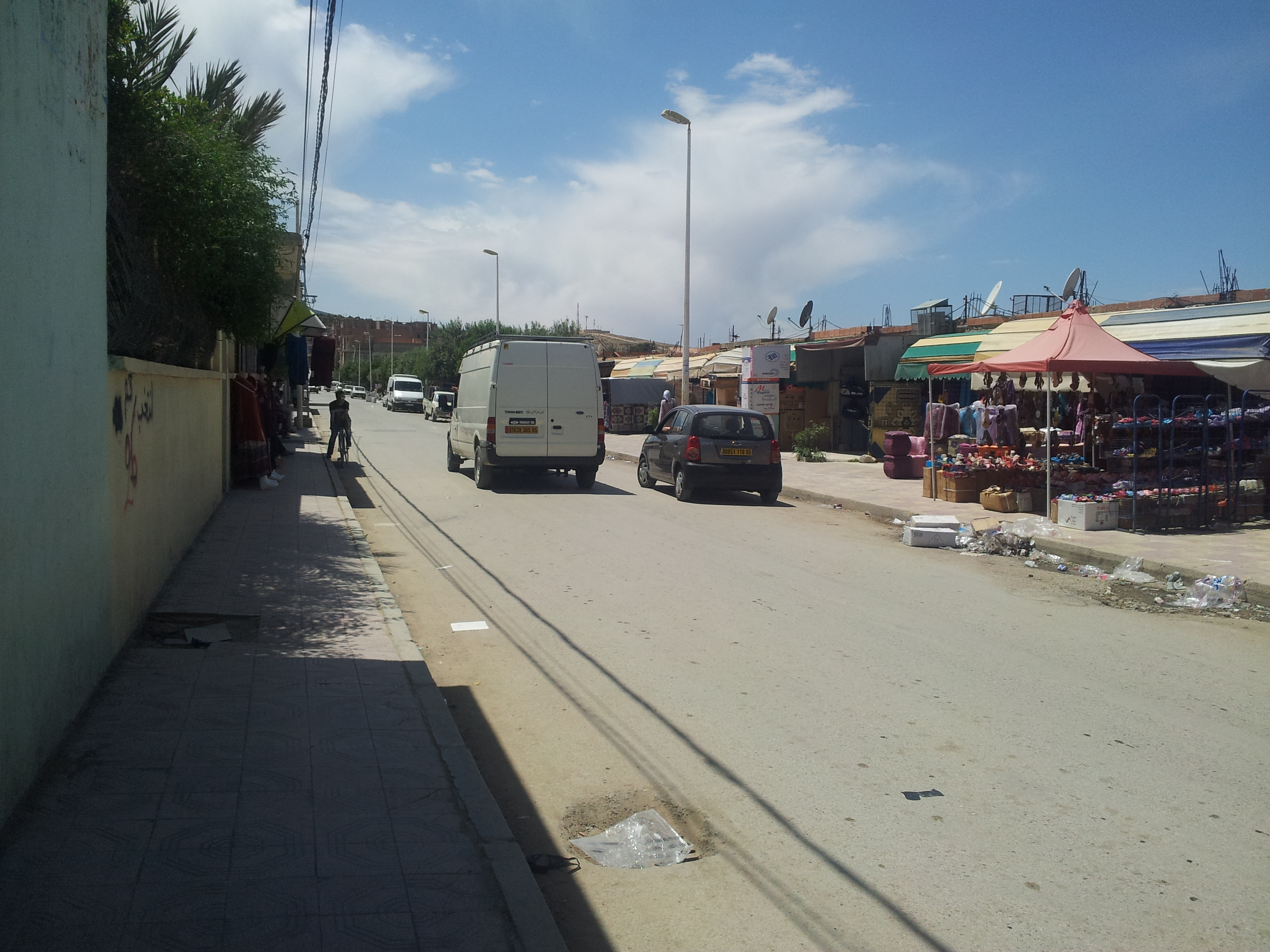
شارع تشغيل الشباب التجاري

يغلب النشاط التجاري على الساحة الاقتصادية في مدينة مروانة، حيث يلاحظ ممارسة مكثفة لمختلف الأنشطة التجارية والتي لا ترقى إلى المستوى الوطني أو الجهوي على الأقل بل هي تجارة محلية لا يمكن أن تخلو منها أي مدينة تتنوع ما بين تجارة الملابس وتجارة المواد الغذائية ومواد البناء والصيدلة والأجهزة الإلكترونية وغيرها.
كما تتواجد عدة أسواق فوضوية إلى جانب السوق الأسبوعي للمدينة يوم الجمعة والمتواجد بمخرج المدينة بطريق رأس العيون وهو مقصد لمختلف التجار والفلاحين من مختلف الولايات والمدن لعرض منتجاتهم.

### الخدمات
رغم كون قطاع الخدمات قطاعا حساسا ومهما إلا أنه لم يحظَ في مروانة باهتمام المسؤولين وحتى الخواص، سوى توفر بعض المؤسسات التابعة للدولة ومنها على سبيل المثال وكالات بنكية مثل بنك التنمية المحلية وبنك الفلاحة والتنمية الريفية و3 مكاتب بريدية والوكالة التجارية لاتصالات الجزائر ومؤسسات الضمان الاجتماعي والتأمين مثل الشركة الوطنية للتأمين والشركة الدولية للتأمين وإعادة التأمين وفي قطاع الضرائب خزينة البلديات وقسم مفتشية الضرائب.

### الفلاحة
بفضل موقعها ومناخها تعتبر مروانة منطقة فلاحية بالدرجة الأولى، القمح والشعير يعتبران من أهم الزراعات المعيشية إلى جانب الصويا والذرة. في مجال الخضر والفواكه تعتبر زراعة الطماطم والبطاطا والثوم والبطيخ أهم محاصيل المنطقة بالإضافة لإنتاج الزيتون. يعمل فلاحوا المنطقة بتربية الأبقار والأغنام وكذلك الدواجن وإنتاج البيض وحليب الأبقار.

### النقل
رغم وقوع مدينة مروانة في منطقة حيوية نوعا ما حيث أنها قريبة من مجموعة من المدن الكبيرة والمهمة مثل سطيف (98كلم)، العلمة (60كلم)، بريكة (65كلم)، بسكرة (115كلم)، قسنطينة (140كلم) وعين مليلة (80كلم)، إلا أنها لم تولي اهتماما كبيرا بقطاع النقل، وهو ما نلحظه من نقص لوسائل وخطوط النقل الجماعي والفردي، ما أعطى الأولية لسيارات الأجرة غير القانونية التي أصبحت تملأ أرصفة وسط المدينة، ويعتبر الخط الوحيد النشيط بصفة قانونية هو الخط الرابط بين مروانة-باتنة والمعبر عنه بقرابة 100 مركبة إلى جانب خط مروانة-عين جاسر وخط مروانة-رأس العيون وخط مروانة-أولاد سلام التي تنشط بوتيرة ضعيفة نوعا ما، وبعض الخطوط ما بين الولايات التي تنشط صباحا فقط مثل خط مروانة-سطيف ومروانة-الجزائر العاصمة.
كما تتوفر على خط حافلات تربط مروانة بالجزائر العاصمة تابعة لشبكة بوعافية للنقل.
وفي مجال هياكل النقل فقد استفادت المدينة من محطة لنقل المسافرين لم تدخل حيز العمل بعد رغم كونها لا ترقى لمستوى احتياجات المدينة إلى وسائل النقل بحيث لا تتسع لعدد كبير من المركبات.

### السياحة
توفر مقومات السياحة المحلية من غابات ومناظر طبيعية خلابة يؤهل مروانة لأن تكون قبلة للسياح، لكن ذلك لم يدفع إلى إقامة مرافق سياحية تدعم هذا القطاع في المدينة من نوادي ترفيه وفنادق وغيرها، ومن المعالم السياحية الأساسية:

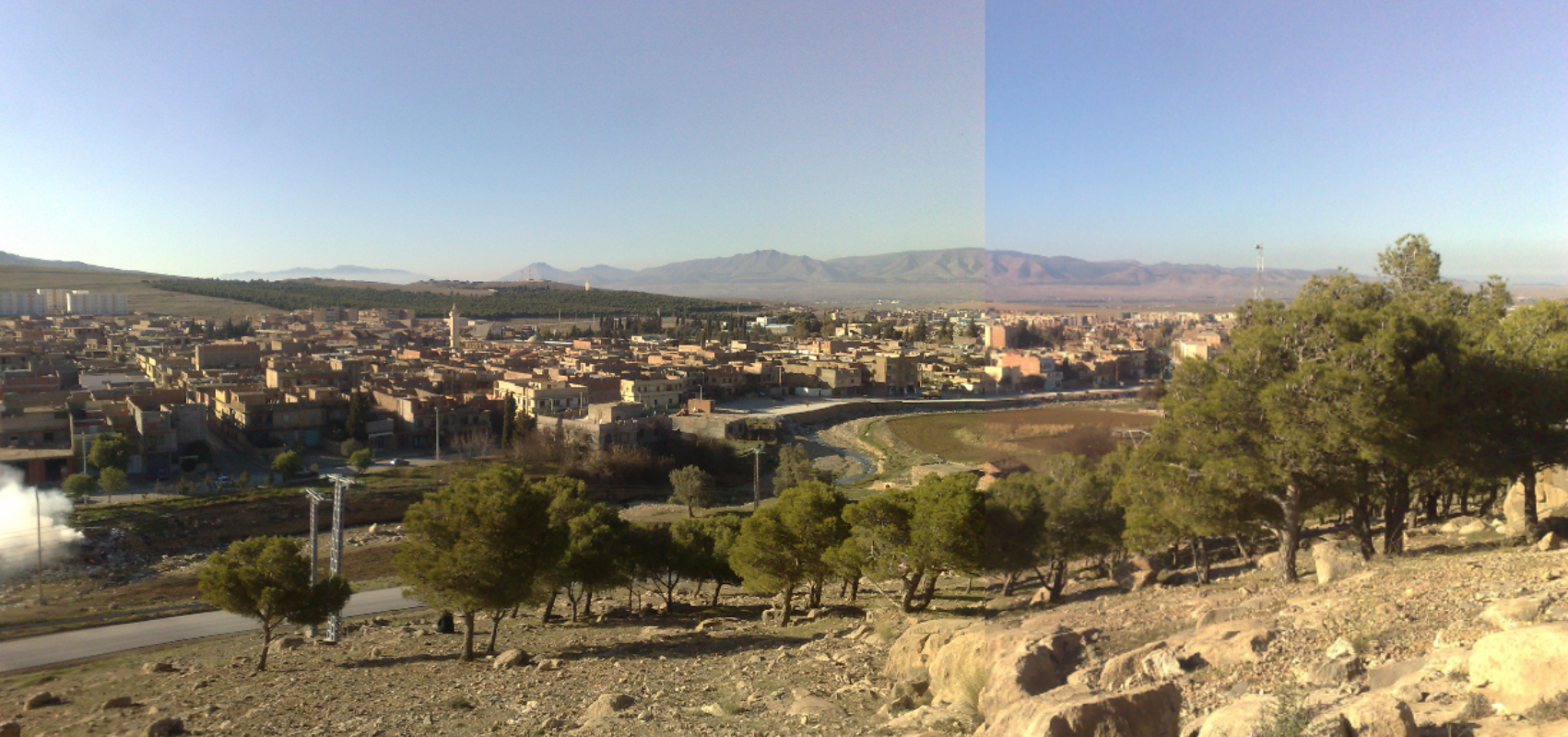
منظر عام لمدينة مروانة من على جبل فاخرة.

- مقام الشهيد، الذي أقيم كنصب تذكاري تخليدا لأرواح الشهداء بشكله الرائع وتوسطه لغابة كبيرة من أشجار الصنوبر يعلو أكثر من 15 مترا في سماء مروانة.
- المسجد العتيق، وهو أقدم مسجد في مروانة أسس سنة 1936.
- محكمة مروانة الجديدة التي تعتبر صورة في فن العمارة الحديثة تتواجد بطريق قصر بلزمة.
- متحف ثورة 1954، وقد تم إقامته حديثا ليحوي خبايا الثورة التحريرية في المنطقة.
- الملعب ذو أرضية العشب الاصطناعي، الذي تم توسيعه سنة 2006.
- عمود الهاتف الذي أنشئ بغرض تركيب هوائيات الهاتف والتلفزيون يعلو لأكثر من 80 م في السماء.
- تقليعت أوقازيط وهي قلعة أثرية متواجدة بجبل بوغيول بها مجاري المياه العذبة تحت الأحجار لم يتم كشف خباياها إلى يومنا هذا، وهناك قصة حول اكتشاف مجرى هذه المياه بهذه القلعة الأثرية.

## التعليم
| التعليم في مروانة | التعليم في مروانة | التعليم في مروانة | التعليم في مروانة | التعليم في مروانة |
| ----------------- | ----------------- | ----------------- | ----------------- | ----------------- |
| التعليم           | التعليم           |                   | النسبة المئوية    | النسبة المئوية    |
| التعليم           | التعليم           |                   | 79%               | 79%               |
| الأمية            | الأمية            |                   | 21%               | 21%               |

نجد نسبة التعليم تمثل 79% من السكان البالغين 6 سنوات فأكثر مقابل 21% أميون، وفي الفئة من 6 إلى 14 سنة نجد 95% منهم متمدرسون أو قابلون للتمدرس، أما نسبة الأمية للبالغين 10 سنوات فأكثر فتمثل 20.7% والألفبائية 79.2% أما بالنسبة للفئة البالغة 15 سنة فأكثر فنسبة الألفبائية بينهم هي 76.7% مقابل 23.2% نسبة الأمية.
تمتلك مروانة مجموعة من المدارس الابتدائية والمتوسطات و3 ثانويات ثانوية مروانة المختلطة وثانوية مروانة (المتقن سابقا)، الثانوية الجديدة ومركزا للتكوين المهني الذي يضم كما هائلا من التخصصات.

## الصحة
حظي قطاع الصحة في مروانة باهتمام كبير، حيث تتوفر مدينة مروانة على عدة مؤسسات في الميدان:
- المؤسسة الاستشفائية للصحة العمومية علي النمر
- المؤسسة العمومية للأمومة والطفل زيزة مسيكة
- المؤسسة العمومية للصحة الجوارية متعددة الخدمات بحي 80 مسكن.
- المؤسسة العمومية للصحة الجوارية متعددة الخدمات بحي المعلمين.
- المركز النفسي البيداغوجي[37] للأطفال المعاقين ذهنيا.

وعدة قاعات علاج على مستوى الأحياء والقرى البعيدة عن وسط المدينة مثل الهناشر وشيدي وعلي النمر.

## فن الطبخ
يتميز المطبخ المرواني على غرار بعض المناطق الجزائرية، بتعدد أطباقه التقليدية والعصرية أهمها البربوشة (الكسكسي) والشخشوخة والعيش أو البركوكس كما يسمى في بعض المناطق، والغرايف أو البغرير كما يسمى في بعض المناطق كذلك.

## الرياضة
- في كرة القدم لمروانة عدة فرق:

1. فريق رياضي عريق تأسس سنة 1933 وقد قاد بطولة ما بين الرابطات لثلاث مواسم كاملة منذ 2005، وارتقى إلى القسم الوطني الثاني خلال موسم 2009. يحمل الفريق اسم أمل بلدية مروانة ABM باللونين الأسود والأصفر.[38]، ليسقط إلى قسم الهواة خلال موسم 2015[39]
2. فريق رياضي تأسس سنة 1975 يحمل الفريق اسم الجمعية الرياضية لحي علي النمر بلدية مروانة ASCAN باللونين الأزرق والأبيض.
3. فريق رياضي ثالث يحمل اسم الجمعية الرياضية لحي شيدي بلدية مروانة باللونين الأخضر والأصفر.
4. كما تمتلك مجموعة من النوادي الصغيرة التابعة للأحياء الأخرى.

- في كرة الطائرة توجد فرق الشبيبة الرياضية مروانة.[40]
- رياضة كمال الأجسام التي أصبحت رياضة تستهوي شباب المدينة ولعل ما جعلها رياضة شعبية هو وجود أسماء عديدة ونجوم من المدينة توجوا لمرات عدة في البطولات الوطنية والإفريقية.
- كما لا ننسى لعبة الكرات الحديدية إحدى الرياضات التي استهوت الكثيرين وتميزت بها المدينة في مختلف المحافل الرياضية الوطنية، وكانت تتوج فيها بالرتب الأولى.

كما تضم المدينة بنية تحتية رياضية تتمثل في:
- ملعب عبد الرحمن بن ساسي المجهز بعشب اصطناعي[41] يتسع ل8000[42] متفرج يقع بوسط مدينة مروانة، ويحتوي إلى جانب أرضية ملعب كرة القدم على مسبح متوسط الحجم
- المركب الرياضي الجواري بحي البناء الذاتي ويحتوي هو الآخر على مجموعة من الوسائل والأنشطة منها الإعلام الآلي، الخياطة، الموسيقى، الرياضة...
- القاعة متعددة الرياضات بطريق رأس العيون.
- قاعتين لرياضة كمال الأجسام.

## أعلام وشخصيات المدينة

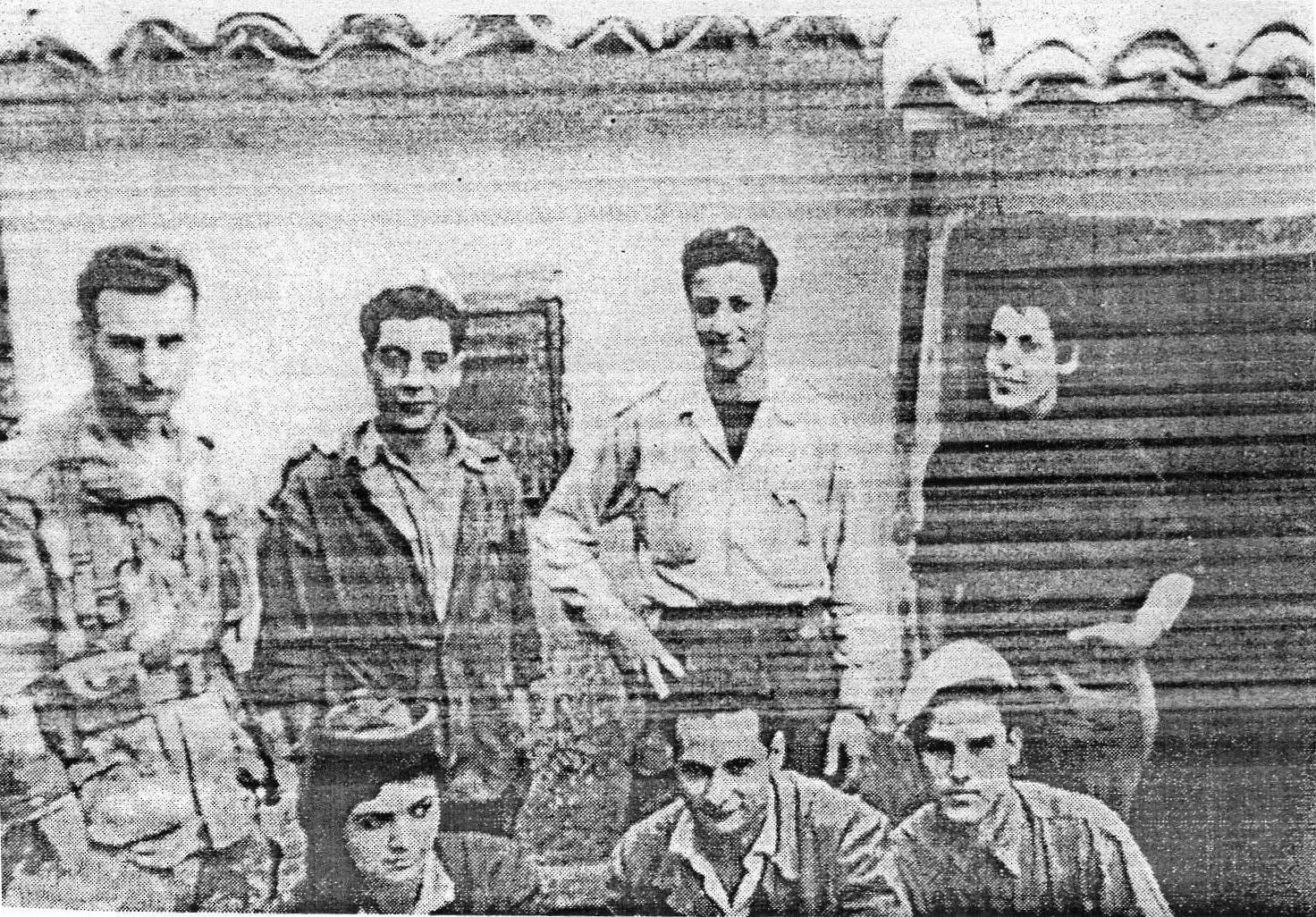
زيزة مسيكة الأولى من اليسار في الأسفل

كانت مروانة ولا تزال غنية بالشخصيات العلمية والأدبية والرياضية، ومن أبرزها:
- الملكة البربرية فاطمة تازقاغت التي ولدت بجبال بلزمة بمروانة سنة 1544.
- الشهيد علي النمر الذي أتخذ اسمه اسما لحي هو من أكبر الأحياء في المدينة، وكذا اسما للمؤسسة العمومية الاستشفائية فيها والعديد من المؤسسات التربوية المحلية والوطنية.
- الشهيدة زيزة مسيكة حيث سميت المؤسسة العمومية للأمومة والطفل باسمها.
- الشهيد الطاهر الطويل.
- الشهيد بورعية مبارك.
- الشهيد بلعيد توهامي.
- الدكتور العربي دحو وهو من مواليد 1942/12/09 بأولاد فاطمة مروانة[43] أستاذ جامعي ومؤلف مجموعة كتب في الأدب العربي.
- بلقاسم وزاني الذي كان من أخلاء الشيخ البشير الإبراهيمي في الزيتونة ومصاحبيه وهو الذي لا تزال كتاباته الغزيرة تروج في الصحف والمجلات.
- عيسى بن عقون الذي كان مفتشا للغة الأمازيغية بباتنة.
- المخرج التلفزيوني سعيد عولمي
- كاريكاتوريست الشروق عبد الباقي بوخالفة أو باقي.
- الدكتور أحمد الطيب معاش (1345-1426هـ/ 1926-2005 م) شاعر قومي وعضو بجمعية العلماء المسلمين الجزائريين، حصد الكثير من الأوسمة والجوائز منها: وسام جيش التحرير الوطني الجزائري، جائزة الملك محمد الخامس في الشعر سنة 1946، ومنحه الزعيم جمال عبد الناصر وسام الاستحقاق 1962، ووسام الاستحقاق من ملك الأردن، وشهادة التكريم الثقافية من الجزائر 1987، وجائزة محمد بوضياف في الشعر 1992، وجائزة نوفمبر الشعرية من ولاية باتنة 1999، وجائزة وزارة المجاهدين في ذكرى الثورة التحريرية 2001، وجائزة وزارة الثقافة بالجزائر 2003.[44]
- المطربة العالمية المغتربة مريم مباركى والمعروفة باسم «مركوندة» اشتهرت بأغانيها الشاوية التي تروي فيها قصصا من التراث الشاوي الأمازيغي بالمنطقة.
- عبد الحق بن زايد المغترب بفرنسا الباحث في تاريخ المنطقة وهو من يقوم حاليا بتأليف كتاب يعتبر الأكبر من نوعه عن منطقة مروانة وضواحيها من أجل إعادة ذاكرة الأجيال إلى أزمان غابرة للتعرف عن كثب على المنطقة وتاريخها.
- عبد العزيز بلعيد الأمين العام السابق لمنظمة الاتحاد الوطني للشيبة الجزائرية، ومؤسس ورئيس حزب « جبهة المستقبل »[45] المنشأ خلال سنة 2011، وأحد الستة المرشحين في انتخابات 17 أفريل 2014 لرئاسة الجمهورية الجزائرية.
- مبروك فروجي، ممثل جزائري معروف وهو أحد أبناء المنطقة مثل في العديد من الأعمال الدرامية في التلفزيون الجزائري.[46]
- اللاعب منير عمران لاعب في صفوف مولودية باتنة[47]، ولاعب سابق لأمل مروانة ومن ثم شباب باتنة وكذا مدافع سابق في فريق مولودية العاصمة.[48]
- مساعدية أحمد[49] لاعب شباب باتنة سابقا ومهاجم شبيبة القبائل منذ الموسم 2012/2013
- لاعب ليرس البلجيكي نجم لانس عناب ذو الأصول الجزائرية أبوه من مروانة.

## ألبوم الصور

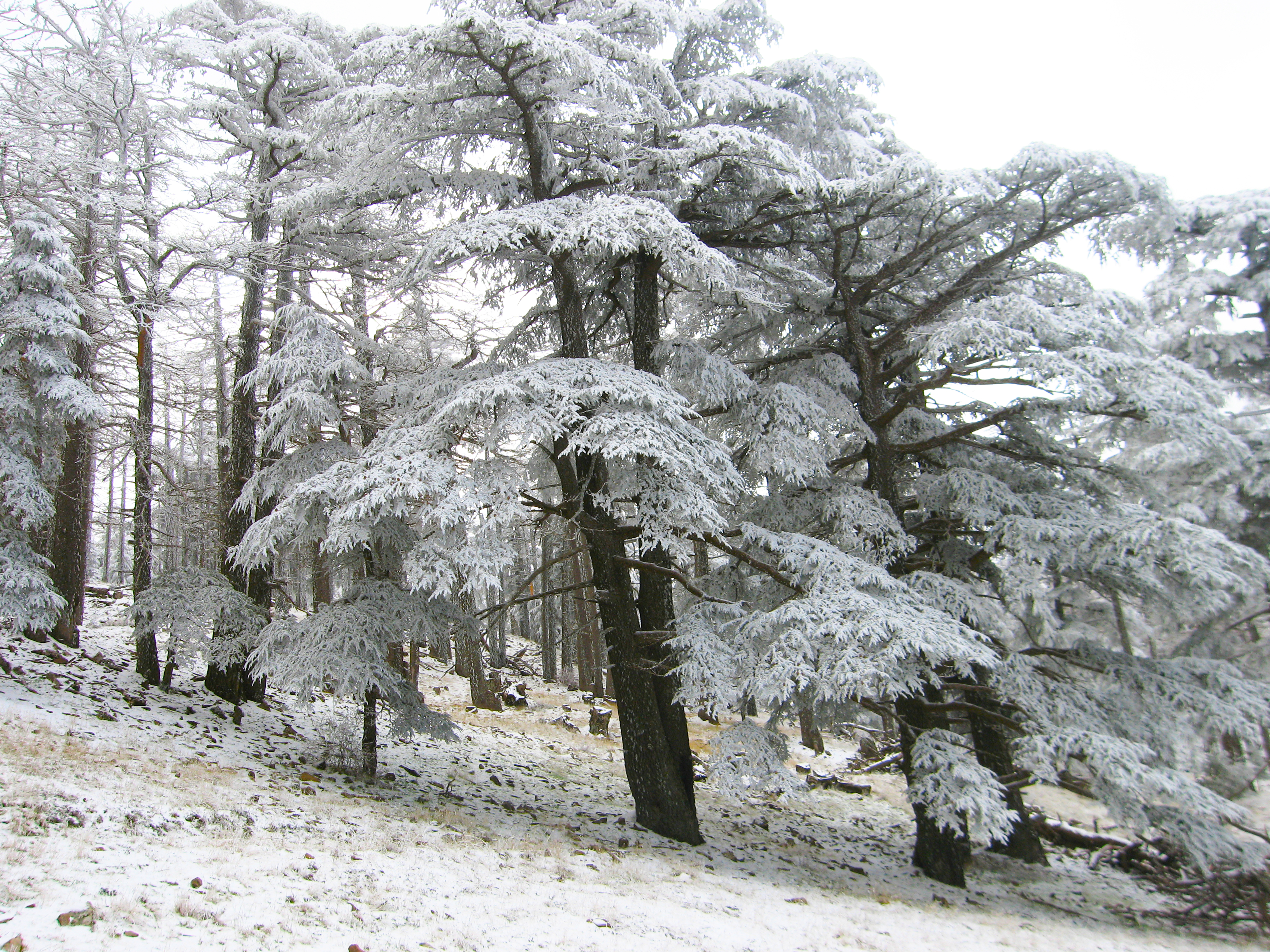
جبل الشلعلع بمروانة: أشجار الأرز.
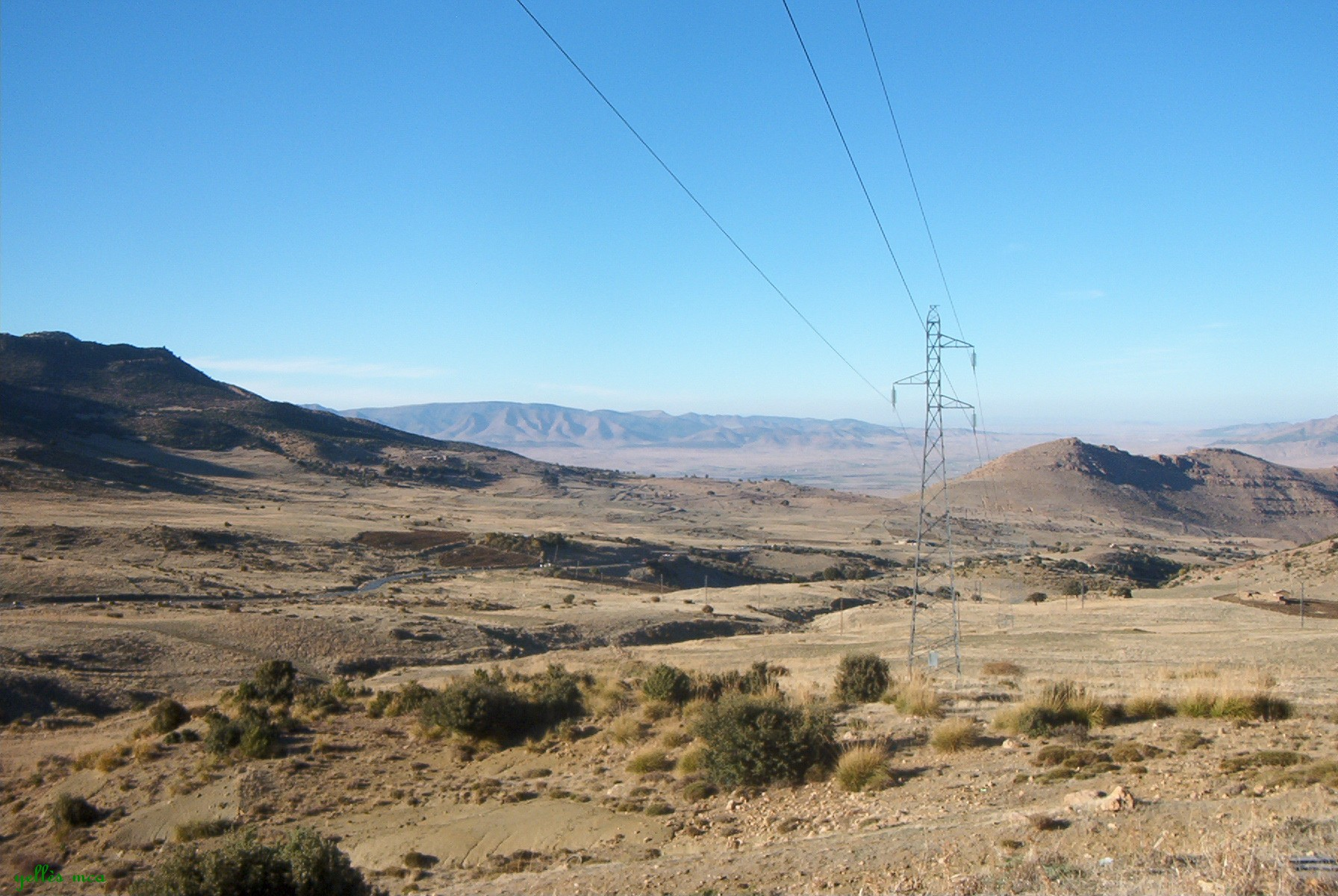
جبل بلزمر بضواحي مروانة.
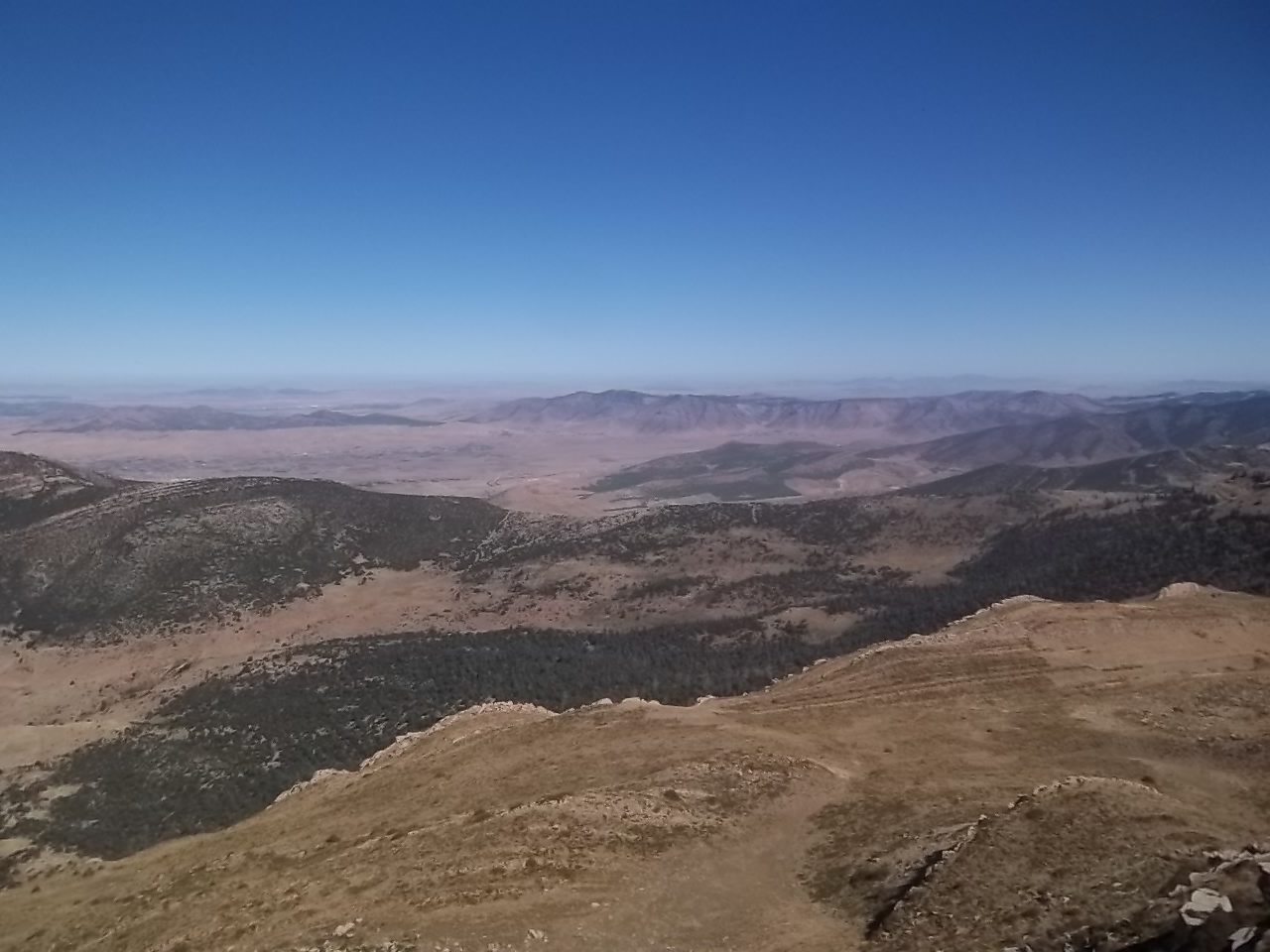
منظر عام من أعلى مرتفعات جبل الرفاعة.
مسجد صهيب الرومي بمروانة.
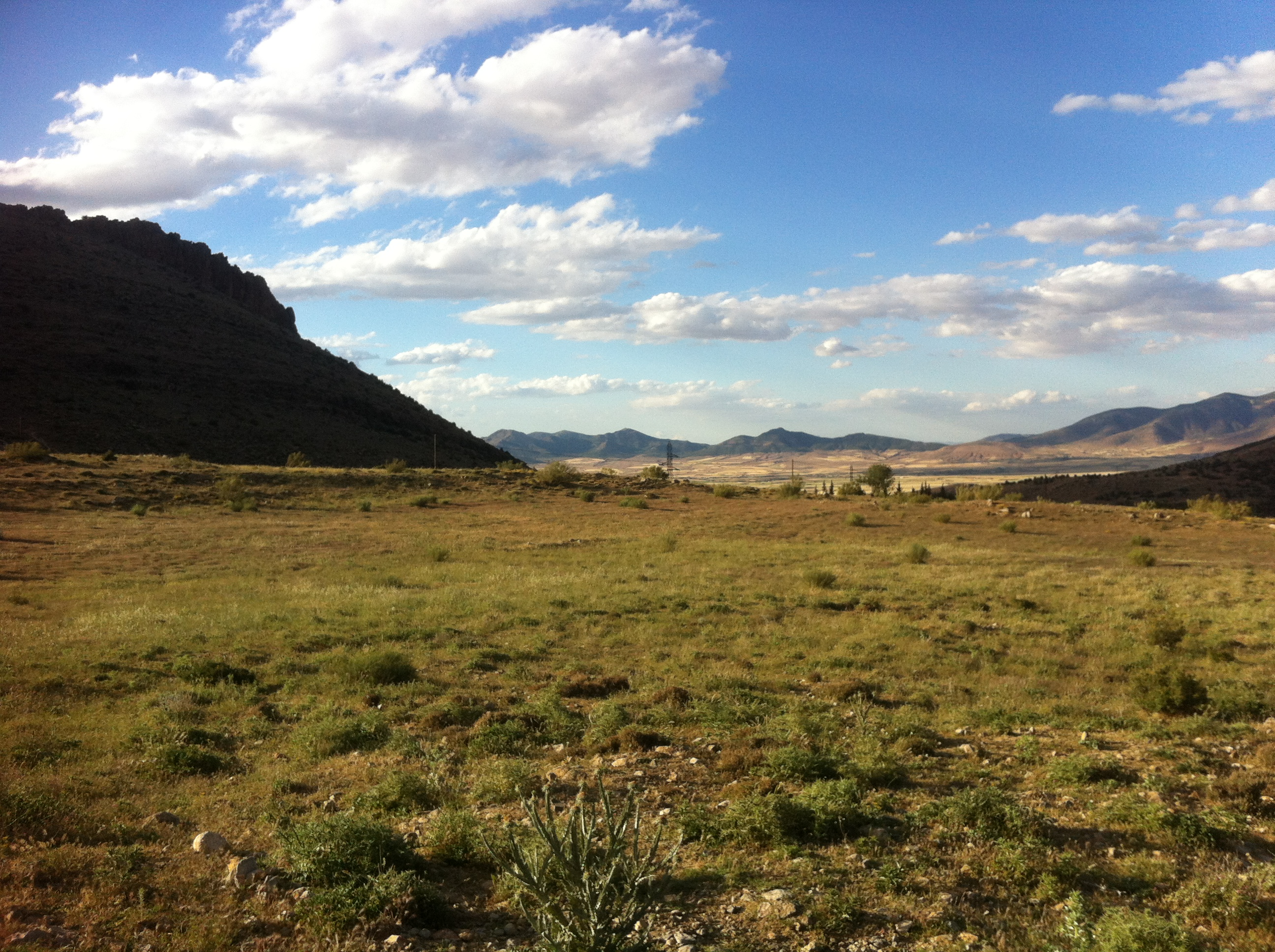
صورة من مرتفعات أقرادو بمروانة.
شارع 5 جويلية، صورة نادرة أواخر سنوات الاحتلال الفرنسي.
مكتب بريد 8 ماي 1945 بشارع 5 جويلية.
مقر بلدية مروانة خلال الحقبة الفرنسية.
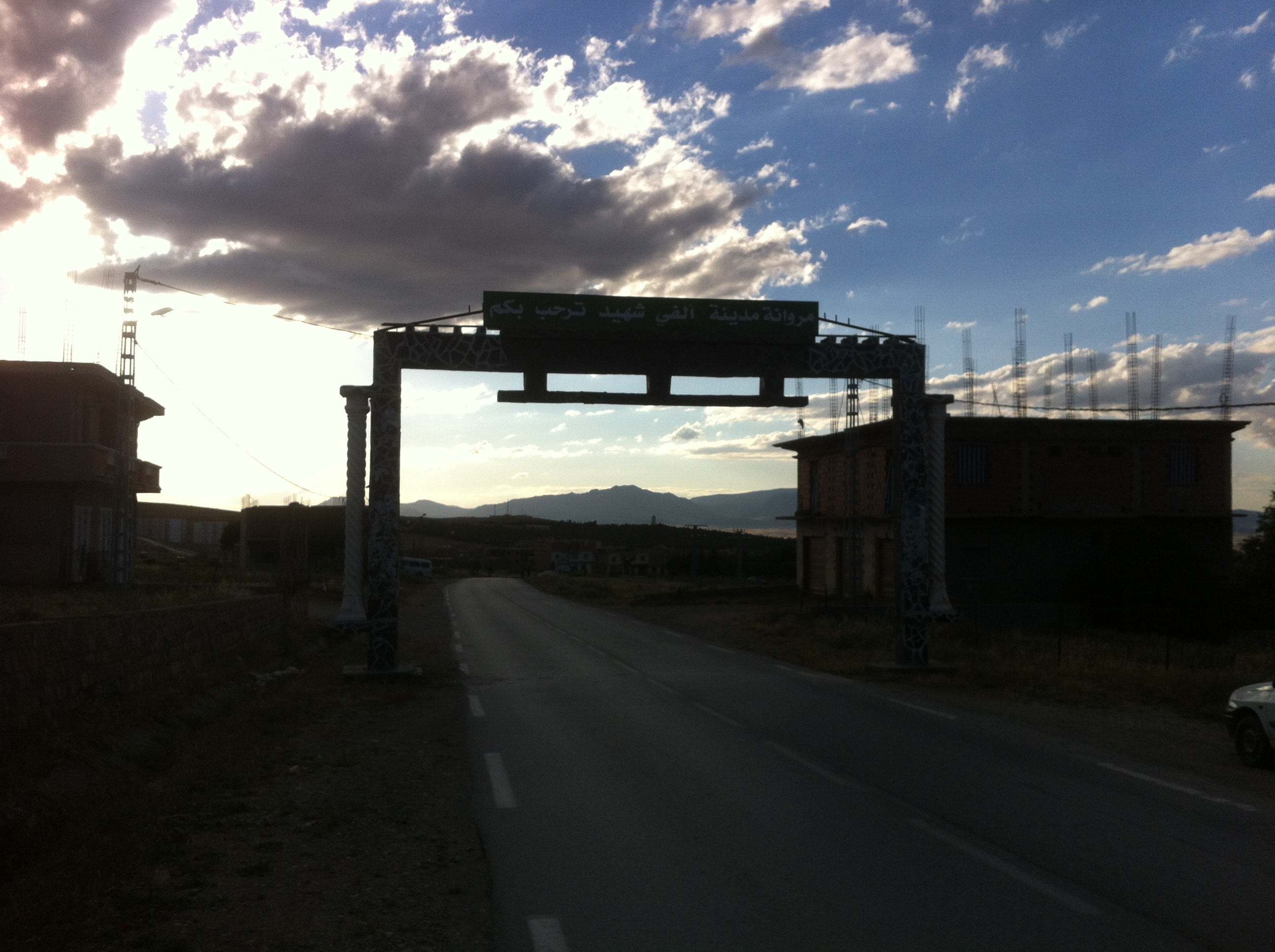
مدخل المدينة على الطريق الوطني رقم 77 المؤدي إلى باتنة (واجهة1).
محكمة مروانة.
مسجد حمزة بحي الشهيد حنفر إبراهيم.
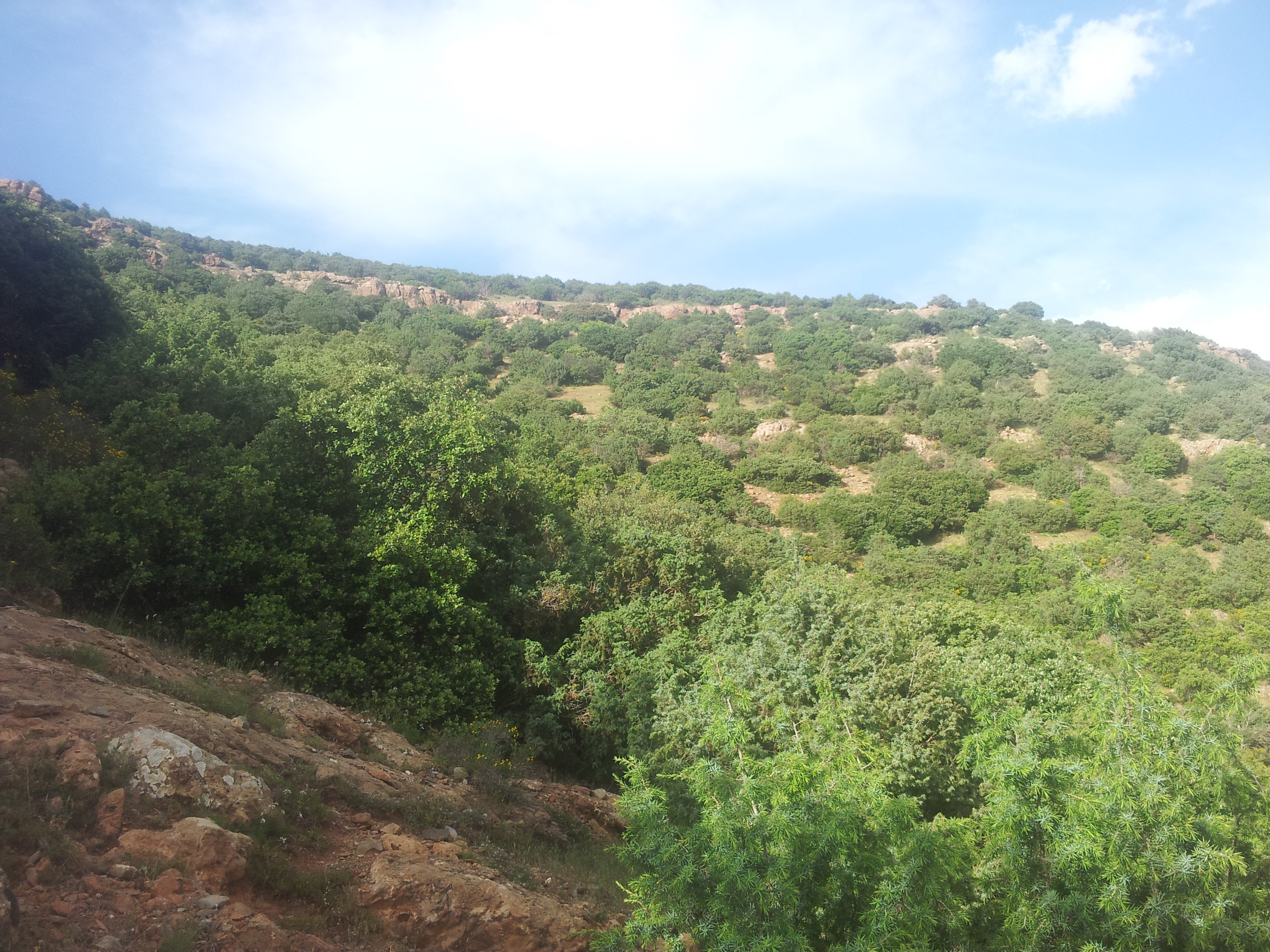
صورة من على جبل تيسراس بمنطقة أم الرخاء.
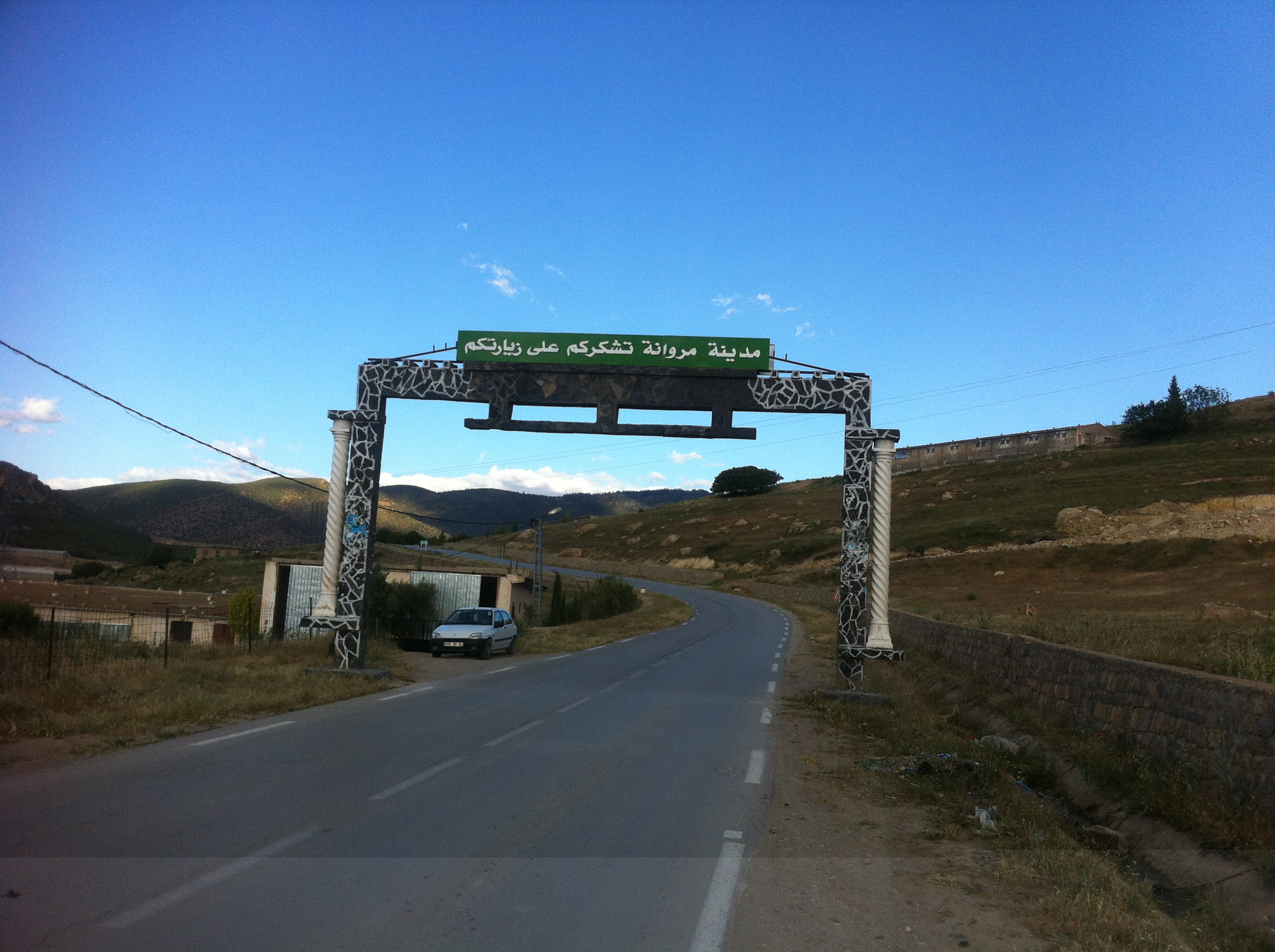
مدخل المدينة على الطريق الوطني رقم 77 المؤدي إلى باتنة (واجهة2).

## وصلات خارجية
- موقع عن مدينة مروانة.
- منتديات الرفاعة.
- موقع فقيد مروانة: ناصري عبد السلام.
- منتدى تعليمي من مروانة.
- موقع جمعية الإحياء الثقافي : بأقرادو - مروانة.